# 1. československý střelecký pluk „Mistra Jana Husi“
1. československý střelecký pluk „Mistra Jana Husi“ byl pěší pluk vojska československých legií v Rusku, existující v letech 1916 až 1920. Zapojil se do bojů v první světové a ruské občanské válce. V prvním roce a půl své existence nesl název Svatého Václava, po bitvě u Zborova v září 1917 byl pak pojmenován dle učence, náboženského reformátora a mučedníka Mistra Jana Husa. Přejmenování provedl tehdejší předseda Československé národní rady T. G. Masaryk osobně. V roce 1920 byl přeměněn v Pěší pluk 1 Československé armády.

## Historie pluku

### Vznik
Pluk byl vytvořen v Rusku rozdělením Prvního československého střeleckého pluku, vzniklého v lednu 1916 z České družiny, dobrovolnické jednotky Čechů a Slováků v ruské carské armádě, do které se od počátku války hlásili čeští a slovenští zajatci z rakousko-uherské armády. Původní jednotka čítala téměř 1600 mužů. Spolu s 1. plukem vznikl též 2. čs. střelecký pluk Jiřího z Poděbrad. 19. května 1916 pak z obou těchto pluků vznikla Čsl. střelecká brigáda. V první vlně vzniku samostatných jednotek československých legií v Rusku zde byly dále v rámci 1. střelecké divize Husitské vytvořeny v roce 1917 ještě 3. střelecký pluk Jana Žižky z Trocnova a 4. střelecký pluk Prokopa Holého.

### Východní fronta

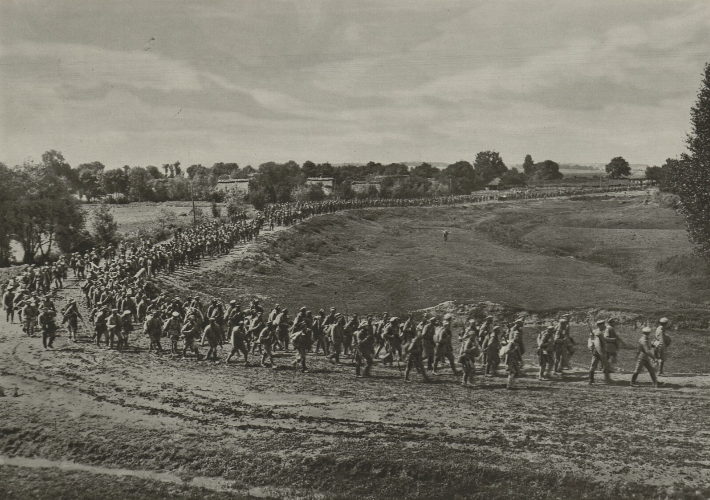
Pochod 1. pluku na ústupu od Ternopilu ve Starokonstantinově na Volyni (září 1917)

Jednotka byla následně nasazena na více místech východní fronty, kde plnila především výzvědné úkoly. Spolu s dalšími československými pluky se pak zúčastnila bitvy u Zborova, prvního velkého samostatného bojového úspěchu československých legií v Rusku, kde mj. vojáci pluku bojovali proti svým českým krajanům z rakousko-uherských pěších pluků č. 35. a 75. Dále se zúčastnil bojů při ústupu ruských vojsk poblíž Tarnopole na podzim 1917.

### Ruská občanská válka
Po uzavření separátního míru mezi Ruskem a Centrálními mocnostmi v březnu 1918 zahájil pluk spolu s ostatními jednotkami postup směrem na východ. V době zahájení bojů s bolševiky v rámci ruské občanské války byla jednotka rozdělena: štáb se nacházel v Čeljabinské skupině, zbylá část pluku v Penzenské skupině. V polovině roku 1918 absolvoval boje v Povolží. Stažen z bojů v západním Rusku byl v listopadu 1918. Od jara 1919 potom střežil úseky Transsibiřské magistrály v oblastech Krasnojarsku, Kansku a Irkutska. Na podzim 1919 byl stažen do Vladivostoku a v prosinci 1919 odplul podél Asie do Evropy, kde následně odcestoval do Československa.

### Zánik

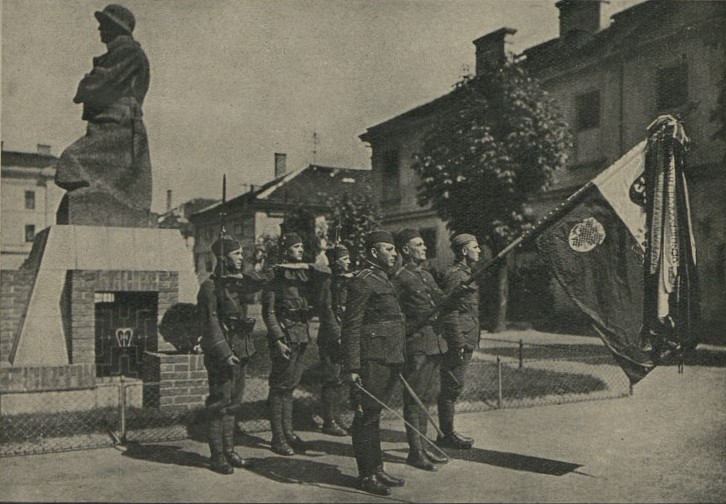
Čestná stráž Pěšího pluku 1 se zástavou 1. střeleckého pluku při oslavách 20 let jeho vzniku, Žižkova kasárna v Českých Budějovicích, červen 1934

Po návratu do ČSR byl pluk dne 1. října 1920 sloučen s 91. pěším plukem vojska domácího (též známým jako 1. českobudějovický pěší pluk), bývalým 91. pěším plukem Rakousko-uherské armády, čímž byl vytvořen Pěší pluk 1 Československé armády. Jeho posádkou byly České Budějovice, a byl jedním z pěších pluků tvořících 5. pěší divizi nové Čs. armády.

## Velitelé pluku[2]
- Vjačeslav Platonovič Trojanov
- Michail Stanislavovič Pjotrovskij
- Nikolaj Pětrovič Mamontov
- Dmitrij Nikolajevič Zembalevskij
- Konstantin Nikolajevič Ivšin
- Alexandr Pětrovič Stěpanov
- Josef Jiří Švec
- Karel Kutlvašr